# Cloughmills
Cloughmills is een plaats in het Noord-Ierse district Ballymoney. Cloughmills telt 1224 inwoners. Van de bevolking is 61,9% protestant en 36,6% katholiek.